# Lutwi Mestan
Lutwi Achmed Mestan, bułg. Лютви Ахмед Местан, tur. Lütfi Ahmed Mestan (ur. 24 grudnia 1960 w Czorbadżijsku w gminie Kirkowo) – bułgarski polityk tureckiego pochodzenia, deputowany do Zgromadzenia Narodowego, od 2013 do 2015 przewodniczący Ruchu na rzecz Praw i Wolności (DPS).

## Życiorys
Ukończył w 1985 studia z zakresu filologii bułgarskiej i prawa na Uniwersytecie Wielkotyrnowskim im. Świętych Cyryla i Metodego. Pracował jako nauczyciel, a od 1991 w administracji miejskiej Momcziłgradu, m.in. jako wiceburmistrz. W 1997 po raz pierwszy został wybrany do Zgromadzenia Narodowego. Reelekcję uzyskiwał w kolejnych wyborach krajowych w 2001, 2005, 2009, 2013 i 2014. W 2005 został również wiceprzewodniczącym DPS. 19 stycznia 2013 zastąpił Achmeda Dogana na stanowisku przewodniczącego Ruchu na rzecz Praw i Wolności. Pełnił tę funkcję do 24 grudnia 2015, w lutym 2016 założył nowe ugrupowanie pod nazwą DOST.